# Adad-nirári III.
Adad-nirári III. (dosl. Adade, přijdi na pomoc) byl králem Asýrie od roku 811 do roku 783 př. n. l. (udává se i 809–784 př. n. l.). Na trůn nastoupil velmi mladý po svém otci Šamši-Adadovi V. Z této doby pochází nejspíše i pověst o královně Semiramis, jelikož ta za něho vládla prvních pět let jako regentka.
Ihned poté, co se sám ujal vlády, se vypravil na západ, aby obnovil svoji moc nad okrajovými oblastmi říše, jelikož tamní místodržící se mezitím dosti osamostatnili. Na západě poté dobyl celou Sýrii a Palestinu, a to včetně Damašku, a tribut mu platil i izraelský král Jóaš. Na severu mu však mezitím vyvstal mocný soupeř v říši Urartu.
Někdy je považován za onoho krále Ninive, který podle Bible vyslechl Jonášovo poselství a poslechl ho.
Po jeho smrti nastalo období vlády méně schopných panovníků a moc asyrské říše pozvolna upadala.